# Глория (оптичен феномен)
Глория (от англ.: glory – слава) е оптичен феномен, наподобяващ емблематичния ореол на светец – хало, около сянката на главата на наблюдателя, причинен от слънчева или (по-рядко) лунна светлина, взаимодействаща с малките водни капчици, които съставляват мъгла или облаци. Глорията се състои от един или повече концентрични, последователно по-тъмни пръстени, всеки от които е червен отвън и синкав към центъра. Поради външния си вид феноменът понякога се бърка с кръгла дъга, но последната има много по-голям диаметър и се причинява от различни физически процеси.

## Поява и външен вид
В зависимост от обстоятелствата (като еднородния размер на капките в облаците), един или повече от пръстените на глорията могат да бъдат видими. Пръстените рядко са пълни, прекъсвани са от сянката на наблюдателя. Ъгловият размер на вътрешния и най-ярък пръстен е много по-малък от този на дъгата, около 5° до 20°, в зависимост от размера на капчиците. При подходящи условия глория и дъга могат да възникнат едновременно.
Глориите могат да се срещнат по планини и хълмове, от самолети и в морска мъгла и дори на закрито. През 2024 г. глория е наблюдавана на екзопланетата WASP-76b. Астрономите са открили доказателства за ослепителен, многоцветен ореол от светлина високо в изпълнените с метал небеса на планета. До този момент глория е наблюдавана само на две планети в Слънчевата система – Земята и Венера.